# Buchasergyi Lakang
Buchasergyi Lakang was een Tibetaanse boeddhistische tempel die in de 7e eeuw werd gebouwd in de buurt van Nyingtri in oostelijk Tibet.
De tempel werd door de grote koning van Tibet Songtsen Gampo gebouwd, naar men aanneemt om de grote she-demon te onderdrukken.
Tegenwoordig staat op de plek een ruïne.